# エンデュリスタン
エンデュリスタン（ENDURISTAN）は、スイスのゾイツァッハで2008年に創業したモーターサイクルラゲージ専門メーカー。共同創立者であるDavid、Christoph、Isabelは元々アドベンチャー、オフロードライディング仲間だったが、自分たちが納得できるレベルのクオリティ、耐久性を持った製品が市場になく、自作でオリジナルバックを作り始めたのが事業のきっかけとなった。 
日本での販売は株式会社JAPEXが取り扱っている。

## 製品の特徴
エンデュリスタンの特徴は製品の生地と溶着技術にある。
独自開発によって生まれた3層生地は耐摩耗と耐引き裂きに優れ、縫い目の無い生地同士の溶着構造により完全防水防砂防塵防泥防雪を実現させている。
創業者の趣味から派生して育ったメーカーであり、現在でも自らの体験を元に製品を開発に取り掛かっている。アドベンチャーライダー目線から「自分達が欲しいと思う製品」を開発している。
一部モデルではプロラリーライダーのリンドンポスキットも開発に参加している。

## 代表的なモデル
- トルネード ドラムバッグ
- XS ベースパック
- ブリザード サドルバッグ

## 主なライダー（過去に使用した人も含む）
- リンドンポスキット